# 30 juin 2006
Le vendredi 30 juin 2006 est le 181e jour de l'année 2006.

## Décès
- Alain Dupuis (né en 1938), peintre et licier français
- Brian Baines (né vers 1930), journaliste et animateur de télévision britannique
- Charles Farncombe (né le 29 juillet 1919), chef d'orchestre
- Fernand Boogaerts (né le 25 février 1921), Footballeur belge
- Pedro Alonso (né le 2 juillet 1910), joueur de basket-ball cubain
- Robert Gernhardt (né le 13 décembre 1937), écrivain, illustrateur et peintre allemand

## Événements
- Ouverture de l'aéroport de Radom
- Sortie des jeux vidéo FlatOut 2 et Super Monkey Ball Adventure
- Sortie de l'album Karmacode
- Classification de la réserve naturelle régionale de l'Étang d'Amel
- Adoption en France de la loi DADVSI.